# Hunt oder Der totale Februar
Das Theaterstück Hunt oder Der totale Februar von Franzobel behandelt die Februarkämpfe 1934 im Hausrucker Braunkohlenrevier, die die Region Hausruck und das gesamte Land erschütterten.

## Produktion
Das Stück wurde im Jahr 2005 im ehemaligen Kohlebrecher Kohlgrube in Kohlgrube/Wolfsegg am Hausruck als Produktion des Theater Hausruck unter der Regie von Georg Schmiedleitner und der Intendanz von Chris Müller uraufgeführt.

## Auszeichnungen
- 2005: Nestroy-Theaterpreis: Autorenpreis und Spezialpreis „als exemplarische regionale Initiative“[2]
- 2005: OÖ. Bühnenkunstpreis[3]
- 2006: Vöckla Kultur Award